# Mouton islandais
Le mouton islandais, officiellement francisé au Canada sous le nom de mouton icelandic (islandais : íslenska sauðkindin), est une race de mouton d'Europe du Nord à queue courte. Il est trapu, de taille moyenne et possède des pattes courtes. Sa tête et ses pattes sont dépourvues de laine. Sa toison peut être blanche, brune, grise ou noire. Il peut être acère ou à cornes tant chez le mâle que la femelle.
Les moutons islandais proviennent de la lignée des Spælsau norvégiens. Ils ont été amenés en Islande par les premiers colons et sont élevés depuis plus d'un millénaire dans un environnement très rude.

## Histoire
Lorsque les Vikings se sont établis en Islande, entre l'an 870 et 930, ils ont amené avec eux leurs moutons, appartenant au groupe des moutons d'Europe du Nord à queue courte. Rapidement après leur installation, ils ont interdit l'importation de nouveaux moutons sur l'île.

## Reproduction

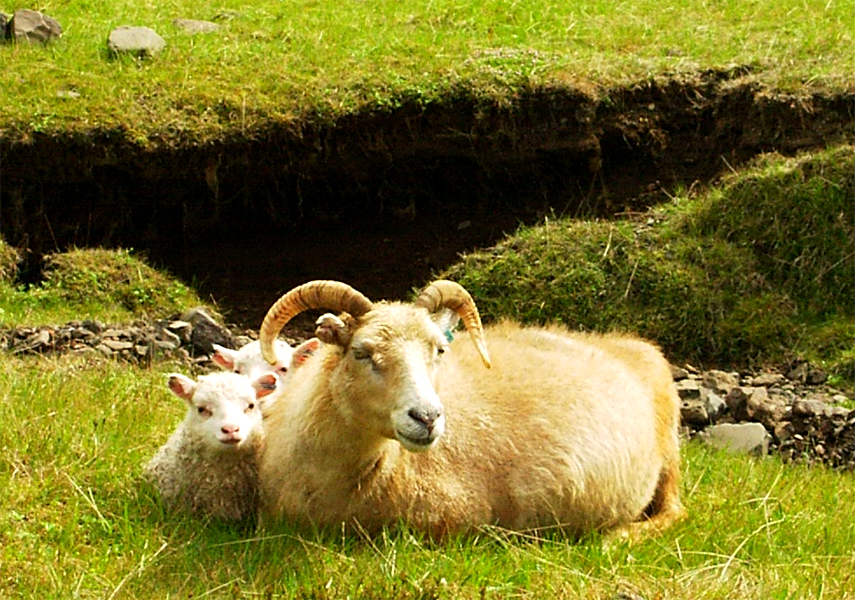

Les béliers peuvent se reproduire dès l'âge de cinq mois, mais la pleine maturité ne sera pas atteinte avant l'âge de 3 ans. Les brebis peuvent également s'accoupler dès cinq à sept mois, mais de nombreux fermiers préfèrent attendre le second hiver de la brebis avant de lui permettre la reproduction.
La plupart des brebis débutent leurs chaleurs à la fin du mois d'octobre. La saison de reproduction peut durer jusqu'à quatre mois, les brebis continuant à ovuler jusqu'au printemps si non portantes. Les brebis agnèlent jusqu'à 12 ou 14 ans.
Les naissances multiples sont très courantes chez les brebis islandaises, bien que la prolificité se situe en moyenne entre 180 et 200%. La présence du gène Þoka, spécifique à cette race, favorise les naissances de triplés et la double présence du gêne celle de quadruplés, quintuplés et même parfois sextuplés chez les brebis qui le portent.

## Élevage

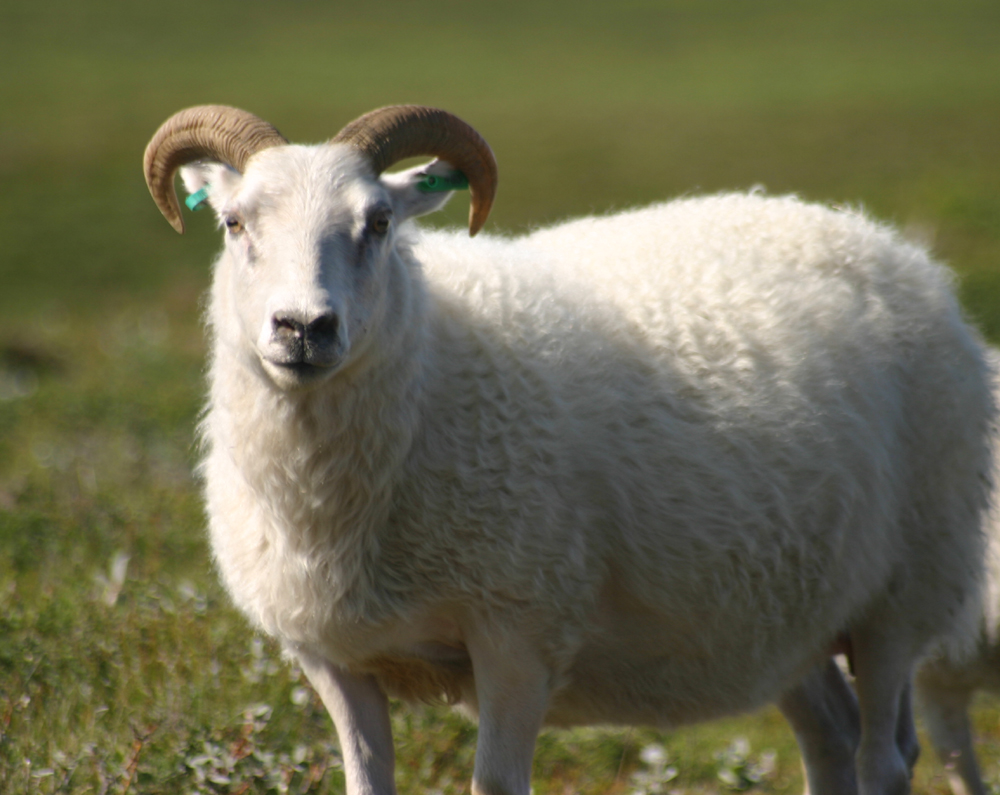

Les moutons sont près de 800'000 en Islande.
En Islande, la race est aujourd'hui presque exclusivement élevée pour sa viande. Les agneaux peuvent être abattus à partir de quatre ou cinq mois, quand ils pèsent 30 à 40 kilos.
Les moutons islandais ont très peu d'instinct de troupeau et s'éparpillent sur les pâturages. Les éleveurs islandais les laissent pâturer librement durant tout l'étédans la montagne et les font descendre dans la plaine pour les garder dans les étables. Cette opération  - qui dure de quelques jours à une semaine et s'appelle rettir en islandais -   a lieu en septembre  et requiert patience et travail d'équipe car les moutons ont un caractère très indépendant,.

### Laine
Le mouton islandais produit chaque année une toison d'1.8 à 3.2 kg.
Comme chez les autres races de mouton à queue courte d'Europe du nord, sa toison est double. Le manteau externe est appelé tog et le sous-manteau, plus fin, est le þel. Quand ils sont séparés, ils servent à fabriquer des produits différents. Le tog est une laine moyenne de 27 à 31 micromètres de diamètre, bonne pour le tissage et les produits durables. Le þel est une laine fine de 19 à 22 micromètres de diamètre, utilisée pour des vêtements en contact avec la peau. La tête et les pattes sont dépourvus de toison.
Quand ils sont mélangés, les deux types de laine servent à produire du lopi, une laine à tricoter particulière qui provient exclusivement des moutons islandais.
La laine du mouton islandais est relativement faible en lanoline et suint.

### Viande
La viande de mouton islandais est au cœur de la tradition culinaire islandaise,. Elle représente par ailleurs 80% du revenu tiré de l'élevage ovin en Islande.

### Lait

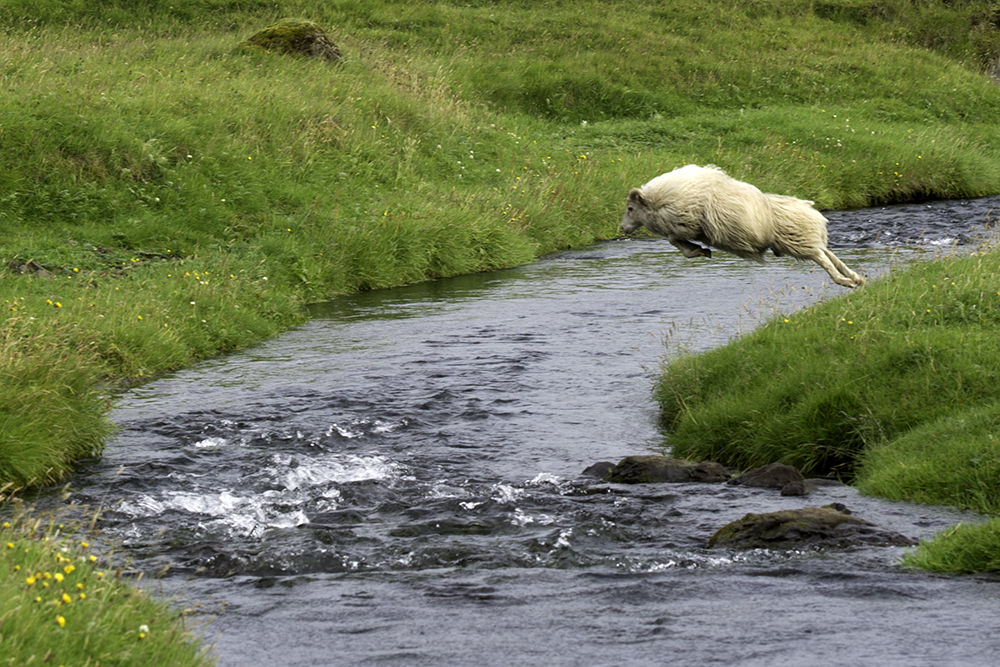

Historiquement, les éleveurs islandais élevaient les moutons davantage pour leur lait que pour leur viande. Au courant du dix-neuvième siècle cependant, la pratique de la traite des brebis a quasiment disparu car les éleveurs se sont tournés vers la production de viande d'agneau, devenue plus rentable. La traite des brebis impliquait de les rassembler deux fois par jour. Or le pâturage extensif permet lui d'obtenir une meilleure qualité de viande.
Les brebis produisent du lait durant une période de huit semaines. Les agneaux sont enlevés à leur mère après deux semaines, puis allaités quotidiennement. La plupart des brebis fournissent un litre de lait par jour, certaines 2 à 3 litres, pour une production totale d'environ 150 litres. Le lait était traditionnellement utilisé pour faire du beurre, du fromage, du yaourt ou cette variante islandaise du yaourt qu'est le skyr. Les brebis ne sont plus traites aujourd'hui en Islande et les agneaux peuvent continuer à téter.

## Couleur
La couleur des moutons islandais se transmet de la même manière que chez les autres moutons, mais leur toison offre plus de variété de teintes et de patrons que la plupart des autres races. Chaque mouton possède trois gènes qui affectent la couleur de la toison, chacun pouvant présenter un allèle dominant ou récessif,.
| Locus        | Nom du gène     | Allèle dominant | Allèles codominants     | Allèle récessif |
| ------------ | --------------- | --------------- | ----------------------- | --------------- |
| B (base)     | Couleur de base | Noir            |                         | brun (moorit)   |
| A (agouti)   | Patron          | Blanc           | Gris, Blaireau, Mouflon | Uni             |
| S (spotting) | Pie             | Absentes        |                         | Présentes       |

Couleur de base

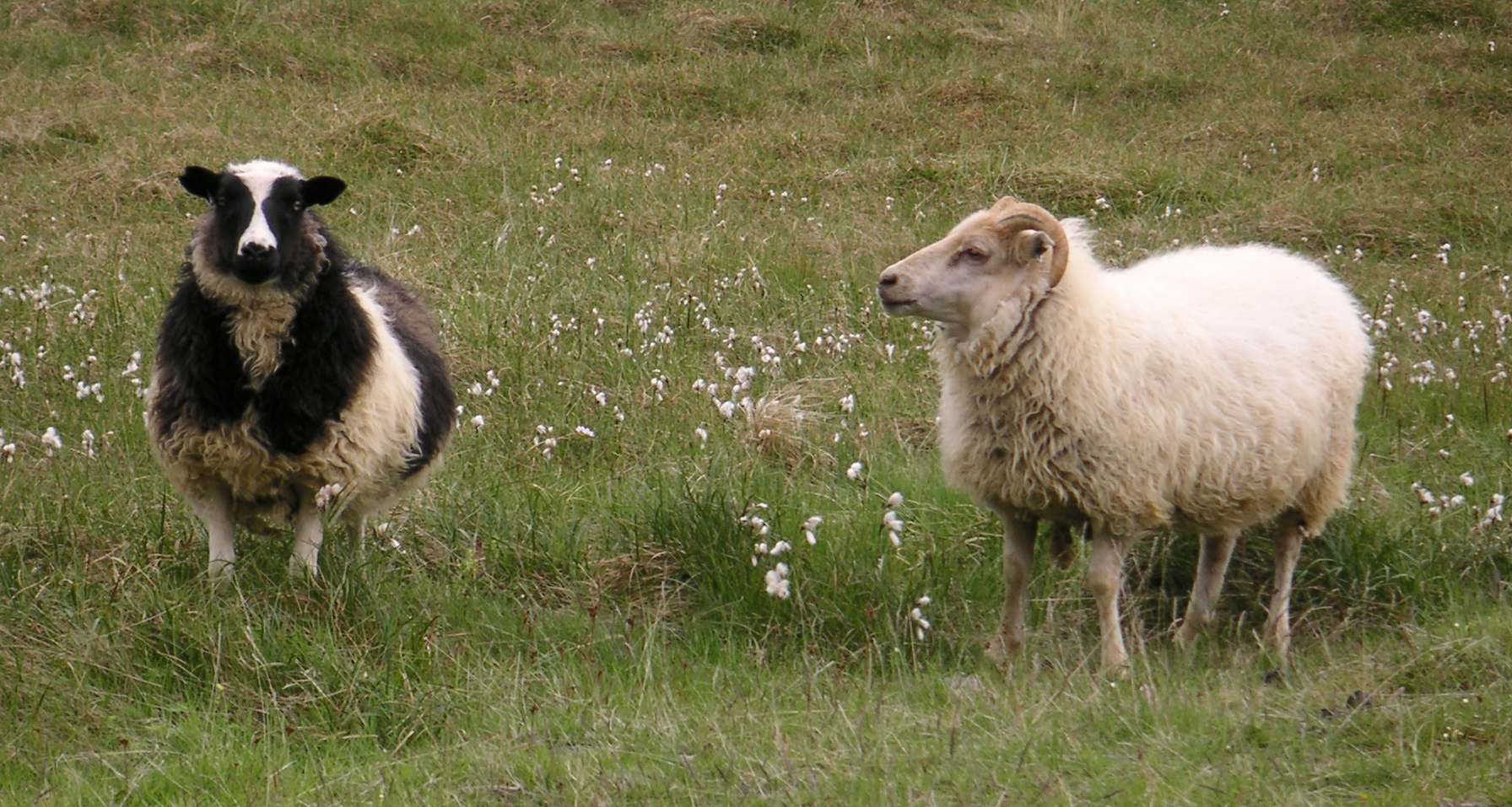
Le mouton de gauche porte au moins un allèle "noir" en couleur de base, deux allèles "uni" sur le gène agouti et deux allèles "panachures présentes". Le mouton de droite a au moins un allèle "blanc" en gène agouti qui recouvre sa couleur et éventuelles panachures.

La couleur de base de tous les moutons islandais est noire ou brun, dit moorit (un mot scots). Chacune peut se présenter dans une variété de nuances et de tons. L'allèle dominant est le noir. La couleur de base est ensuite altérée par des patrons et des panachures.
Patron
Il y a six possibilités d'allèles agoutis chez les moutons islandais. Le plus dominant est :
- Blanc : il recouvre tous les autres patrons, couleurs ou panachures qui pourraient être présents. Un mouton porteur de l'allèle blanc est forcément blanc uni.

Ensuite, trois autres allèles – "gris", "blaireau", "mouflon" – sont d'une dominance équivalente et intermédiaire (ils sont codominants).
- Gris : produit un sous-poil plus clair. Les poils extérieurs restent de la couleur de base, noire ou moorit.
- Blaireau : éclaircit (voire blanchit) la couleur du dos, des flancs et du dessus de la tête. La couleur sombre de base reste sur le ventre, le menton et le cou, le dessous de la queue, mais aussi autour des yeux, sur le museau et les oreilles, donnant au visage du mouton un air de ressemblance avec un blaireau. Le mouton sera donc globalement de couleur crème. Selon sa couleur de base, il est qualifié de "noir blaireau" ou "moorit blaireau".
- Mouflon : c'est l'inverse du "blaireau". Il éclaircit ou blanchit le ventre, le menton et le cou, le dessous de la queue, la face interne des oreilles et certaines parties du visage. le contour des yeux. Il assombrit la couleur du dos, des flanc, du cou, des oreilles et de la tête. La couleur sombre de base reste sur le dos et les flancs, principalement. Le mouton est donc globalement sombre. Selon sa couleur de base, le mouton est donc qualifié de "noir mouflon" ou "moorit mouflon".

Chez un mouton porteur de deux allèles parmi ces trois, les deux caractères s'expriment simultanément. Ainsi, un mouton peut avoir un patron gris blaireau, gris mouflon ou blaireau mouflon.
Enfin, l'allèle le moins dominant est :
- Uni : il se traduit par l'absence de motifs. Les moutons à patron uni présentent simplement leur couleur de base. Un mouton ne peut être uni que s'il hérite d'un allèle récessif "uni" de la part de ses deux parents.

Gène Pie ou Panachures (spotting)
Ce gène produit une ou des marques blanches sur une ou plusieurs parties du corps. Les zones marquées de blanc, une fois rasées, auront tendance à être maquées de picots correspondants au Locus B tel un dalmatien. Les zones non marquées sont d'une couleur définie par les gènes de base et agouti, précédemment décrits. Il présente deux allèles : avec ou sans panachures. L'allèle "sans panachures" est dominant. Un mouton à marques blanches porte donc obligatoirement deux allèles récessifs "avec panachures".

## Présence en Amérique du nord
Le mouton Icelandic fut introduit en Amérique du Nord, en 1985 par le couple Stefania Sveinbjarnardóttir- Dignum  et Ray Dignum, Stefania étant une Canadienne d’origine islandaise. Ils ont à nouveau importé des moutons de cette race en 1990 et depuis lors, tous les moutons islandais présents en Amérique du Nord proviennent de ces deux premiers troupeaux.
En Amérique, le mouton est enregistré auprès de la Société canadienne d'enregistrement des animaux et doit répondre aux standards suivants : 
- Apparence générale :
- Mouton de taille moyenne,
- Os raffinés avec visage et jambes ouvertes,
- Poids à la maturité : béliers 90-100 kg, brebis 60-65 kg,

- Tête :
- Courte mais large du front aux narines,
- Les narines grandes ouvertes, les lèvres épaisses et la mâchoire forte,
- Les yeux brillants ou alertes,
- Les deux sexes peuvent être à cornes ou acères (sans cornes),
- Les cornes qui poussent trop près du visage ne sont pas souhaitables,

- Cou :
- Court, rond et s'élargissant aux épaules,
- Le point d'attache doit être remarquable,
- Le cou du bélier doit être plus prononcé que le cou de la brebis,

- Épaules :
- Larges et se joignant doucement au corps,
- Bien rondes et charnues,

- Poitrine et côtes :
- Poitrine large et s'étendant bien au devant des membres antérieurs,
- Cavité de la poitrine large,
- Côtes prononcées et bien définies,

- Dos, reins et croupe :
- Long et bien musclé, charnu,
- Reins larges, ronds et puissants,
- Croupe large, bien musclée, assez longue mais peut rétrécir un peu vers l'arrière,

- Pieds et jambes :
- Jambes bien musclées et épaisses, les muscles s'étendent jusqu'aux jarrets,
- Pieds courts, épais, droits et carrément placés,
- Paturons puissants avec un angle d'environ 45º au sol,

- Toison : 
- La laine devrait être abondante,
- Toison : peut être d’une variété de couleurs naturels,
- Laine double : sous poils raffinés et onduleux, appelé thel ; le dessus est long, épais et vrillé, appelé tog,
- Jarre dans la laine non souhaitable,

- Peau :
- De couleur variable, dépendant de la couleur de la laine,

- Queue :
- La queue est naturellement courte, en forme de queue de baleine, recouverte de poils, 15 à 20 cm de long. Si la queue d’un mouton islandais est coupée, celui-ci n’est pas éligible à l’enregistrement.

- Défauts sérieux :
- Cornes trop proches du visage,
- Jambes terriblement tordues.